# Грейв-Крикский камень
Грейв Кри́кский ка́мень — небольшой плоский камень, содержащий на одной из сторон надпись из 23 знаков. Обнаружен в 1838 году при раскопках курганного захоронения Грейв-Крик (англ.) у города Маундсвилл, США. Рассматривался как свидетельство контактов Европы с Америкой до Колумба. В настоящее время считается археологической подделкой.

## Обстоятельства находки
В 1838 году во время любительских раскопок курганного захоронения Грейв-Крик у города Маундсвилл, проводившихся владельцами земли из семьи основателей этого города, Джозефом и Абеляром Томлинсонами (англ. Joseph and Abelard Tomlinson), были обнаружены различные артефакты, включая несколько скелетов, медных браслетов, пластинок слюды, морских раковин. В их числе находился небольшой плоский камень, содержащий на одной из сторон надпись из 23 знаков. Первоначально ни камень, ни его надпись не привлекли достаточного внимания. Лишь через пять лет, в 1843 году, при посещении Грейв-Крика, на камень обратил внимание Генри Скулкрафт, этнограф, известный своими исследованиями культуры американских индейцев. Он нашёл артефакт в груде мусора, оставшегося от раскопок, среди обломков старой керамики и других каменных изделий. 

## Описание камня
Найденный камень представлял собой плоский небольшой овальный кусок песчаника с примерными размерами 4,8 см на 3,6 см. Одна сторона содержала три строки с 23 знаками и неким орнаментом в самом низу. Вторая сторона осталась чистой.
Анализ нанесённых на камень знаков долгое время был предметом внимания многочисленных исследователей, первоначально полагавших их свидетельством контактов с Европой до Колумба, что позже было опровергнуто.
Хронологически первым из исследователей стал Генри Скулкрафт. Он полагал, что камень содержит знаки, как бы взятые из различных алфавитов. А именно, древнегреческого, этрусского, рунического, древнего галльского, финикийского и даже иврита.

## Результаты современных исследований
В октябре 2008 года вопрос содержания надписи камня был рассмотрен на заседании археологического общества Западной Виргинии. Антрополог Дэвид Острейхер (англ. David Oestreicher) сообщил об обнаружении книги XVIII века испанского историка Луиса Хосе де Веласко (исп.) «Обзор неизвестных алфавитных знаков, найденных на древних медалях и памятниках Испании» (исп. Ensayo sobre los alphabetos de las letras desconocidas que se encuentran en las mas antiguas medallas y monumentos de España). В ней нашёлся текст, полностью идентичный надписи Грейв-Крикского камня. По версии Острейхера, текст камня был сфальсифицирован Джеймсом Клеменсом (англ. James Clemens), который за счёт заёмных средств субсидировал проводившиеся в 1838 году раскопки. Так как не было найдено ничего особо ценного, испытывая острые финансовые затруднения, он полностью скопировал на камень текст из книги.

## Текущее местонахождение
Камень, побывав в ряде различных коллекций, в 1868 году оказался в собрании американского археолога Эдвина Девиса (англ.), которое позже частично попало в Британский музей. Однако современное местонахождение камня неизвестно. Сохранилось лишь несколько его копий, в частности в вашингтонском Национальном музее естественной истории, и восковой слепок в Американской национальной антропологической ассоциации.